# Split

split ابزاری در سیستم‌عاملهای یونیکس و شبه‌یونیکس است که برای تبدیل یک فایل به قطعات کوچکتر استفاده می‌شود.

## طرز بکارگیری
شکل کلی استفاده از این دستور به صورت زیر است :
```
 
split
 
''
(
optional
 
parameters
)
''
 
''
(
input
 
filename
)
''
 
''
(
output
 
filename
)
''

```

به‌صورت پیش‌فرض فایل تعریف شده (input filename) به قطعاتی با اندازهٔ مشخص که ۱۰۰۰ خط است قطعه قطعه می‌شود و اگر نامی برای فایل‌های خروجی تعریف نشود (output filename) نام آن x در نظر گرفته می‌شود و به انتهای آن هم aa, ab, ac و همین‌طور الی آخر اضافه می‌شود. به عنوان مثال فایل‌های خروجی xaa, xab, xac و غیره نامگذاری خواهند شد.
اگر بجای گزینهٔ فایل ورودی (input filename) یک کارکتر خط تیره (-) قرار گیرد، اطلاعات از ورودی استاندارد گرفته می‌شود.
گزینه‌های بیشتری نیز برای این فرمان وجود دارند. مانند گزینه‌هایی که کاربر توسط آن‌ها می‌تواند حداکثر سایز فایل‌ها را تعریف کند، مشخص کند که در نام فایل‌های ایجاد شده عدد قرار گیرد یا حرف و غیره.
برای به هم پیوستن دوبارهٔ فایل‌ها می‌توان از ابزار cat به شکل زیر استفاده نمود:
```
cat
 
xaa
 
xab
 
xac>
 
filename

```

یا
```
cat
 
xa
[
a-c
]
>
 
filename

```